# Josef Hannich
Josef Hannich (23. června 1843 Růžodol – 19. srpna 1934 Vídeň) byl rakouský a český novinář a sociálně demokratický politik německé národnosti, na přelomu 19. a 20. století poslanec Říšské rady.

## Biografie
Pocházel z šesti dětí. Jeho otec byl krejčovským mistrem, zemřel, když Josefovi bylo šest let. Josef Hannich navštěvoval základní školu v Liberci a brzy musel nastoupit na práci do továrny. Později se vyučil textilním dělníkem. Spolu se svým švagrem Josefem Schillerem patřil mezi zakladatele dělnického hnutí v severních Čechách. Působil jako novinář dělnického tisku a publicista. Od roku 1878 pracoval v redakci libereckého listu Arbeiterfreund. V červnu 1882 byl pro své sociálně demokratické aktivity převezen k zemskému soudu v Praze a po šesti měsících vyšetřovací vazby odsouzen na tři měsíce do vězení. V březnu 1883 byl propuštěn a nastoupil opět do textilního průmyslu, v němž působil až do října 1886, kdy se přestěhoval do Brna. Zde redigoval listy Volksfreund a Arbeiterstimme. V červenci 1891 se přestěhoval do severočeského Kamenického Šenova a převzal zde vedení listu Nordböhmischer Volksboten.
Na hainfeldském sjezdu rakouské sociální demokracie na přelomu let 1888 a 1889 se zapojil do programových debat. Kritizoval nedoceňování národnostní otázky dělnickým hnutím.
Na přelomu století se zapojil i do celostátní politiky. Ve volbách do Říšské rady roku 1897, získal za rakouskou sociální demokracii mandát v Říšské radě (celostátní zákonodárný sbor) za všeobecnou kurii, 8. volební obvod: Liberec, Frýdlant atd. Za týž obvod obhájil mandát i ve volbách do Říšské rady roku 1901. Rezignaci na poslanecké křeslo oznámil na schůzi 26. září 1905. Ve vídeňském parlamentu ho pak nahradil Viktor Adler. Vrátil se sem ovšem ve volbách do Říšské rady roku 1907, konaných poprvé podle všeobecného a rovného volebního práva, kdy uspěl za obvod Čechy 99. Usedl do poslanecké frakce Klub německých sociálních demokratů.Profesí byl k roku 1907 uváděn coby soukromý úředník.
Od roku 1876 byl ženatý, měl dva syny.